# Seznam romunskih filozofov
Seznam romunskih filozofov.

## B
- Simion Barnuţiu
- Lucian Blaga
- Lucian Boia

## C
- Panait Cerna
- Emil Cioran (romunsko-francoski)
- Nichifor Crainic

## D
- Constantin Dobrogeanu-Gherea (1855-1920)

## E
- Mircea Eliade (romunsko-francosko-ameriški)

## F
- Mircea Florian

## G
- Lucien Goldmann (romunsko-francoski)

## I
- Nae Ionescu
- Constantin Ionescu-Gulian

## L
- Stéphane Lupasco

## N
- Constantin Noica

## P
- Camil Petrescu

## S
- Gabriel Sandu
- Mihai Șora

## T
- Petre Țuțea

## V
- Tudor Vianu